# Verdrag voor de pacht van het schiereiland Liaodong

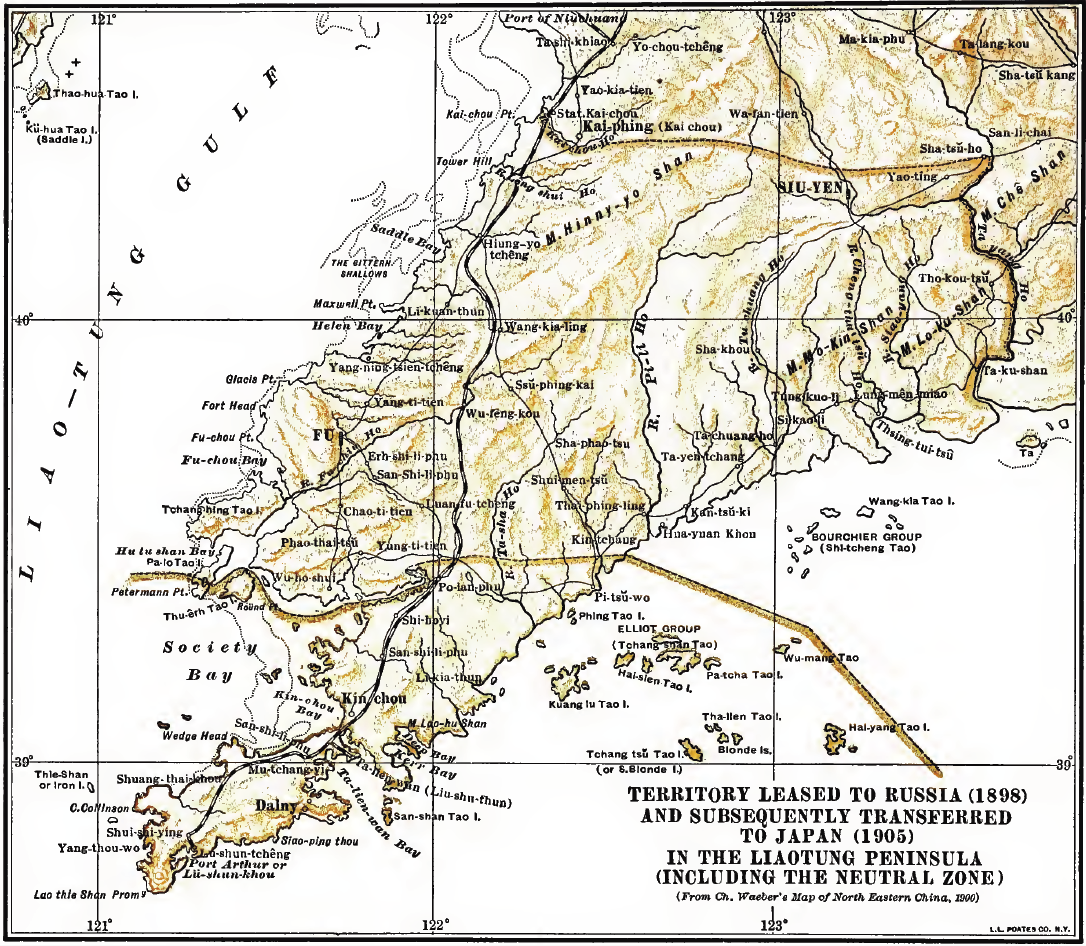
Kaart van het pachtgebied. Alles beneden de onderste horizontale gele lijn viel toe aan Rusland. De bovenste gele lijn geeft de noordgrens van de neutrale zone aan.

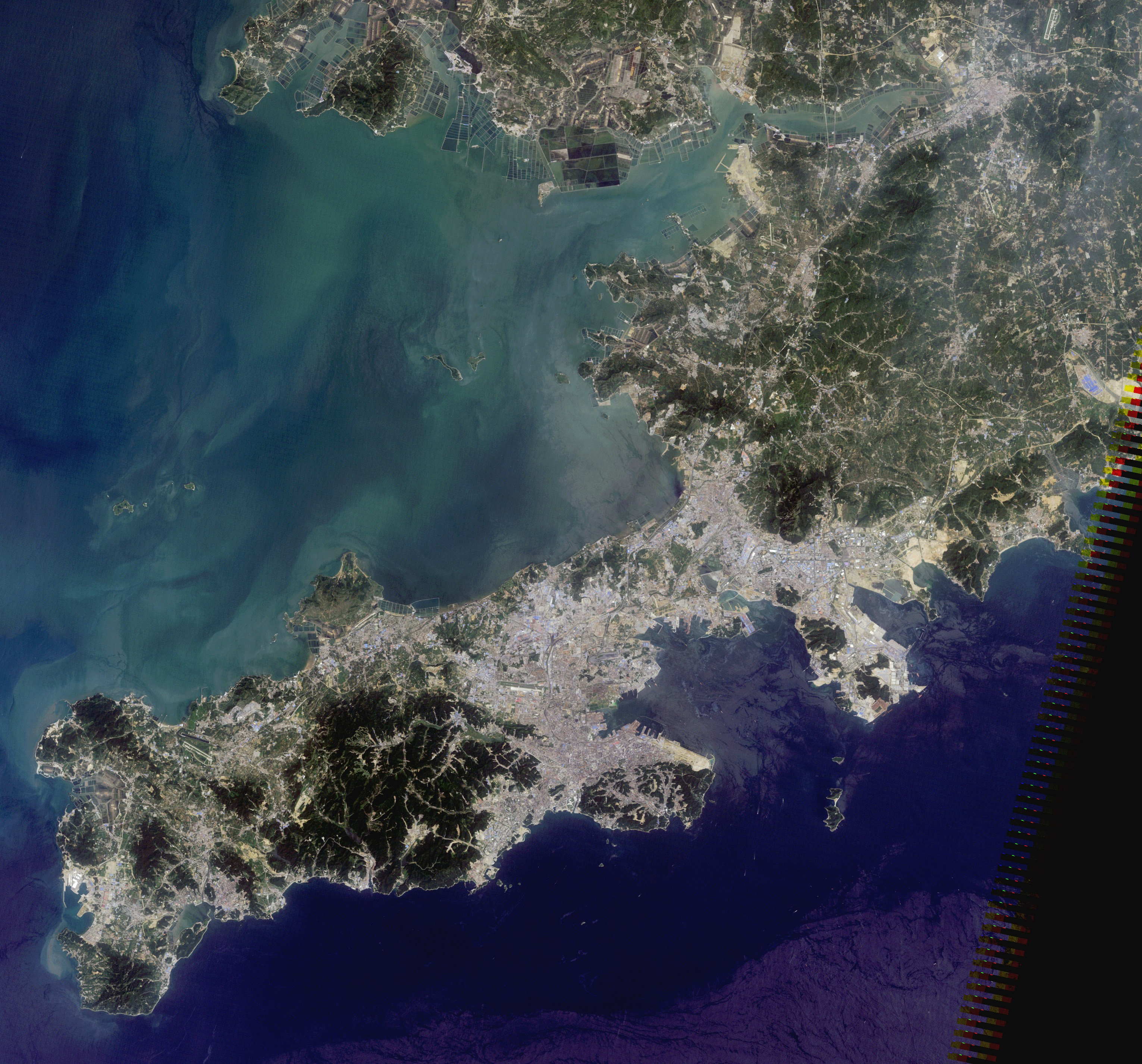
Het zuidelijkste punt van het schiereiland

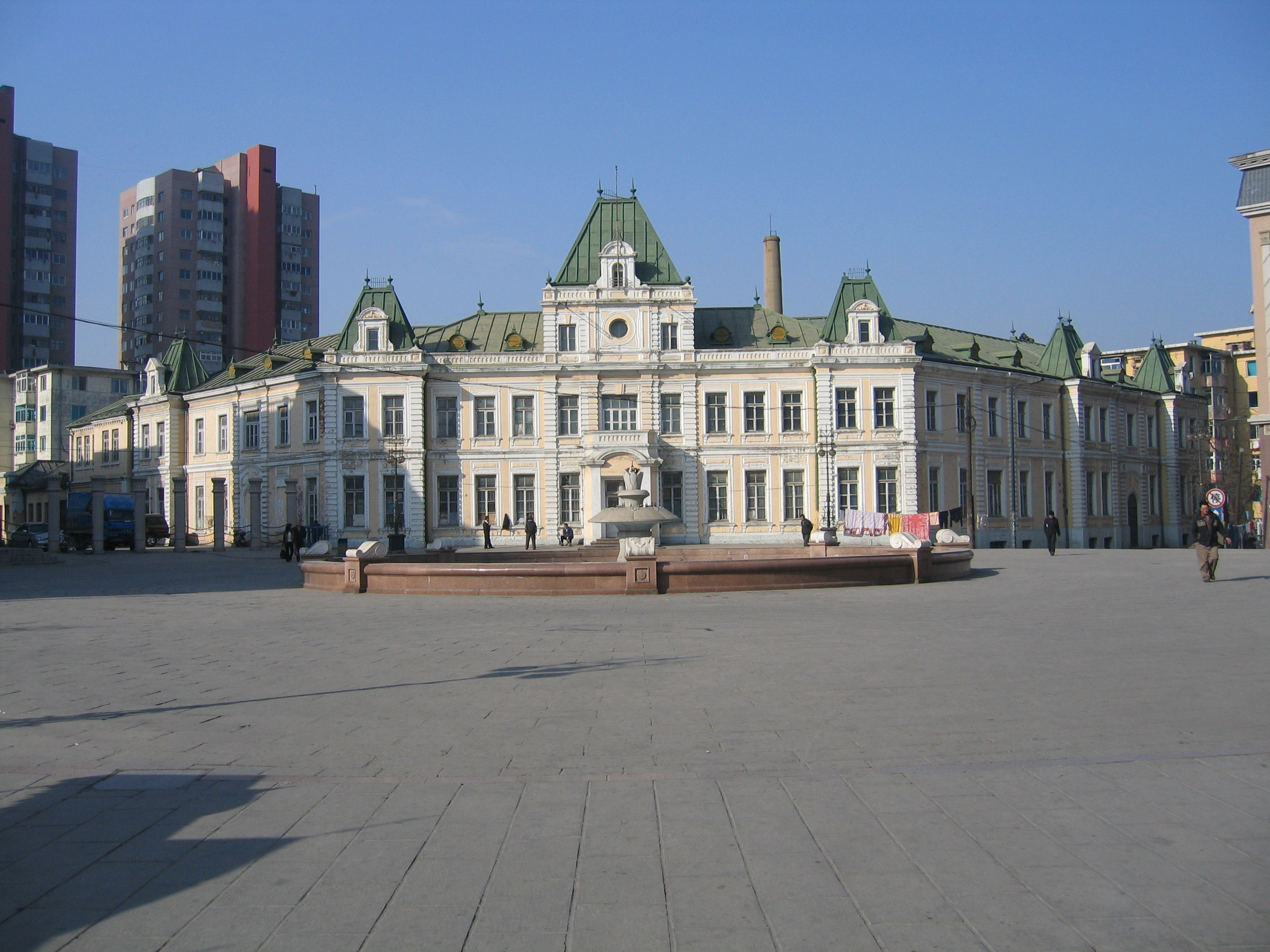
Het stadhuis van Dalny gebouwd door de Russen

In het Verdrag voor de pacht van het schiereiland Liaodong (Chinees: 旅大 租 地 条约, Russisch: Русско-китайская конвенция) werd een stuk Chinees grondgebied, met de plaatsen Lüshunkou en Talienwan, voor een periode van 25 jaar verpacht aan Rusland. Verder kreeg Rusland het recht spoorwegen aan te leggen. Op 27 maart 1898 tekenden Alexander Pavlov namens het keizerrijk Rusland en Li Hongzhang namens de Qing-dynastie de overeenkomst.

## Aanleiding
Na de Eerste Chinees-Japanse Oorlog werd op 17 april 1895 het Verdrag van Shimonoseki getekend. Volgens de afspraken bleef het zuidelijkste punt van het schiereiland Liaodong bij Japan, maar de Drielandeninterventie zorgde voor een teruggave aan China.
De Britse ambassadeur deed in 1897 de suggestie om Talienwan als verdragshaven te openen, dit in ruil voor een Britse lening aan China. Bij de Russen veroorzaakte het bericht grote bezorgdheid. Rusland was nog altijd op zoek naar een ijsvrije haven aan de Grote Oceaan en had er belang bij de Trans-Siberische spoorlijn over Chinees grondgebied aan te leggen omdat dit de route naar Vladivostok aanmerkelijk zou verkorten. China had net de oorlog met Japan verloren en zocht een partner om de uitbreiding van de Japanse invloedssfeer in de regio te beperken. De nieuwe economische en militaire belangen van Rusland in Mantsoerije zouden de ambities van Japan kunnen temperen.

## Inhoud van de pachtovereenkomst
Volgens de artikelen I, II en III van dit verdrag werd de pacht van Lüshunkou en Talienwan voor een periode van 25 jaar vastgelegd. De termijn kon verlengd worden na wederzijdse goedkeuring. Rusland kreeg het exclusieve recht op het gebruik van de havens en aangrenzende wateren. De soevereiniteit bleef wel bij China.
In de artikelen IV en V werd de zeggenschap van de Russische autoriteiten geregeld op militair en civiel gebied. Chinese troepen waren niet in het gebied toegestaan. Chinese burgers mochten er blijven wonen en bleven onder de rechtelijke macht van China vallen. Ten noorden van het pachtgebied werd een neutrale zone ingesteld, hier mochten alleen Chinese militairen verblijven na instemming van de Russische autoriteiten.
Volgens artikel VI werd Lüshunkou een militaire haven van Rusland, alleen Chinese schepen kregen er ook toegang toe. Talienwan werd wel opengesteld voor handelsschepen van alle landen. Artikel VII bepaalde dat Rusland alle noodzakelijke kosten zal dragen.
In artikel IIX kreeg Rusland het recht een spoorlijn aan te leggen om de havens met de rest van het Russische rijk te verbinden.

## Afloop
De Russen bouwden de bescheiden vissershaven Talienwan uit en gaven het de naam Dalny ("ver weg"). De haventoegang werd uitgebaggerd en er kwamen pieren en pakhuizen. Dalny werd een belangrijke Russische haven in Azië. De defensiewerken in en om Lüshunkou werden uitgebreid en versterkt om de marinehaven te beveiligen. Bij Harbin kreeg de Trans-Siberische spoorlijn een aftakking naar het zuiden. De enkelsporige Zuid-Mantsjoerische spoorlijn liep langs Dalny en had Lüshunkou als eindstation.
Rusland heeft maar kort tijd kunnen profiteren van de overeenkomst. De aanleg van de spoorlijnen en de havenwerken kostte veel tijd en eenmaal gereed werd het gebied in de Russisch-Japanse Oorlog (1904-1905) door Japan aangevallen. Dalny viel zonder tegenstand in handen van de Japanners. Na de Belegering van Port Arthur zegevierde het Japans Keizerlijk Leger en het was een grote nederlaag in de Russische militaire geschiedenis.
De pachtovereenkomst kwam te vervallen na de ondertekening van het vredesverdrag van Portsmouth in 1905. Het gebied kwam in handen van Japan, net als de spoorlijn die onderdeel ging uitmaken van de South Manchuria Railway Company. Onder Japanse beheer stond het gebied bekend als Kwantung Pachtgebied (Engels: Kwantung Leased Territory).